# Ndue Bytyçi
Ndue Bytyçi (Bityçi, Bityqi) (ur. 8 marca 1847 nieopodal Skopje, zm. 1917) – albański poeta i duchowny katolicki.

## Życiorys
Pobierał naukę w szkole jezuickiej w Szkodrze. Po ukończeniu studiów teologicznych działał na terenie Prizrenu, Djakowicy i Pecia pracując jako nauczyciel i pełniąc posługę duszpasterską. Publikował także w jezuickich czasopismach Lajmëtari i Zemrës së Krishtit oraz Leka.
Był autorem licznych wierszy religijnych i kilku świeckich, dokonał także wielu przekładów z włoskiej literatury religijnej, przetłumaczył także na język albański Księgę Psalmów.

## Wybrana twórczość[2]
- Mymleqeti/Memleqetit (1887)[1]
- Barakxhija
- Kastigimi
- Lugati
- Mundimet e Jezu Krishtit
- Peshkaxhija
- Udha e Krygjës
- Vaji i Zojës së Bekueme